# Rhodometra participata
Rhodometra participata là một loài bướm đêm trong họ Geometridae.